# Église Saint-Étienne de Cys-la-Commune
L'église Saint-Étienne est une église située à Cys-la-Commune, dans le département de l'Aisne, en France.

## Localisation
L'église est située sur la commune de Cys-la-Commune, dans le département de l'Aisne.